# اکزاویه آنوت
اکزاویه آنوت (به فرانسوی: Xavier Hanotte) نویسنده قرن بیستم میلادی اهل فرانسه است.